# Siertołowo
Siertołowo (ros. Сертолово) – miasto w Rosji, w obwodzie leningradzkim, na północ od Petersburga. 

## Demografia
- 2009 – 43 124[2]
- 2021 – 58 802[1]